# Ponte Duca d'Aosta
Ponte Duca d'Aosta si trova a Roma.
Sovrappassa il fiume Tevere collegando i quartieri Flaminio e Della Vittoria.
Opera dell'architetto Fasolo e dell'ingegnere Martinelli, fu inaugurato nel 1939 e presenta carreggiata unica con due corsie per senso di marcia.

## Storia
Il Foro Mussolini (oggi Foro Italico) di Enrico Del Debbio prevedeva fin dal progetto del 1927 un ponte sul Tevere che ne costituisse lo scenografico ingresso dal quartiere Flaminio, in asse con la stele in marmo intitolata a Mussolini.
Nel 1935 il Ministero dei lavori pubblici bandì un concorso-appalto per la progettazione e realizzazione del ponte, al quale furono presentati 18 progetti di nomi importanti dell'architettura quali Vittorio Ballio Morpurgo, Pietro Aschieri, Giuseppe Vaccaro e lo stesso Del Debbio.
Risultò vincitore il progetto di Vincenzo Fasolo cui collaborò l'ingegnere strutturale Antonio Martinelli: l’impresa costruttrice Aureli fu incaricata della realizzazione del ponte, iniziato il 21 giugno 1936.
Aschieri, Morpurgo, Ridolfi, Pascoletti e Del Debbio ricevettero altresì una menzione speciale per la validità del loro progetto.
I lavori durarono circa tre anni e la struttura fu inaugurata il 26 marzo 1939 da Mussolini in persona nel corso del ventennale della fondazione dei Fasci italiani di combattimento.

## Descrizione

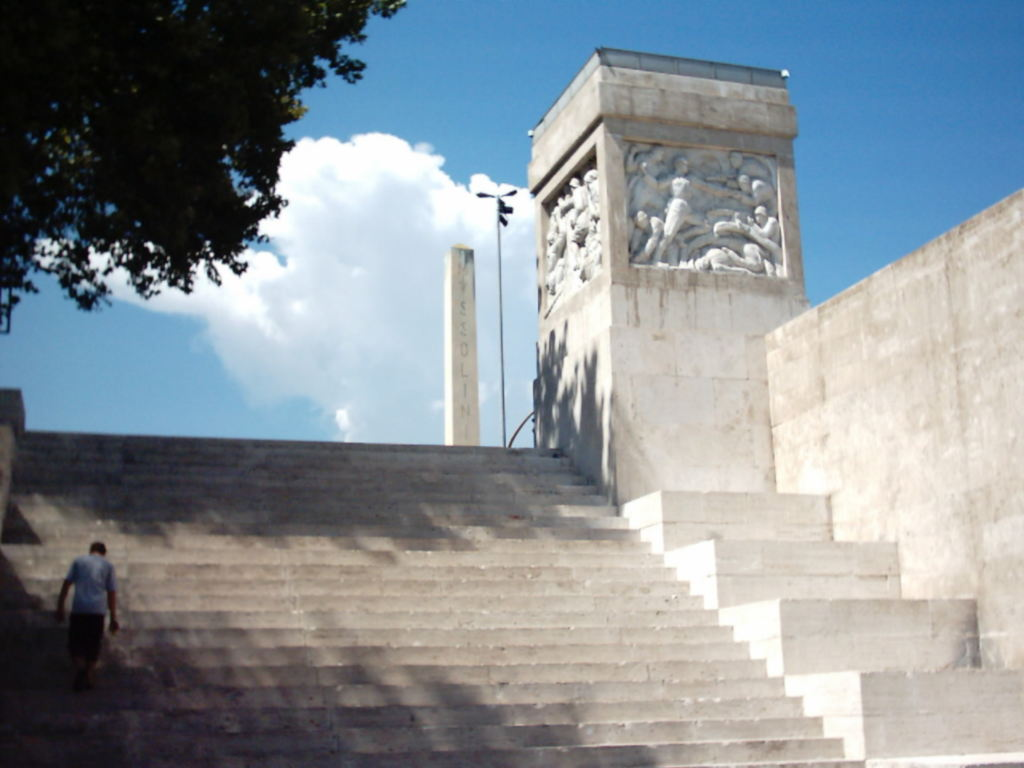
Scalinata e cippo marmoreo del fianco sud-ovest.

Realizzato in cemento armato interamente rivestito di travertino di Tivoli, ha una lunghezza di 222,3 m e una larghezza di 30 m, di cui 21 m di manto stradale più due marciapiedi larghi 4 m ciascuno.
Si compone di tre arcate a sesto ribassato la più ampia delle quali, quella centrale, scavalca il Tevere con una linea d'intradosso di 100 m mentre le altre due, lunghe 25 m e concepite come sfiatatoi delle acque di piena, poggiano interamente sulle opposte golene a quota rialzata rispetto alle banchine.
Ciascuna testata del ponte è affiancata su ambo i lati da ampie gradinate marmoree che dal piano stradale discendono sino alla quota della rispettiva arcata minore; dalla spalla opposta di quest'ultima, altre due rampe più piccole giungono poi al fiume.
Sul fianco sud-est la rampa prossima alla riva è nel tempo crollata e la vegetazione spontanea l'ha ricoperta.
Ai quattro angoli a livello strada sorgono cippi larghi 3,5 m e alti 5, anch'essi rivestiti in marmo, illuminati alla sommità e con le facciate decorate da altorilievi – opera degli scultori Ercole Drei, Domenico Ponzi, Oddo Aliventi e Vico Consorti – raffiguranti scene di battaglie combattute nella prima guerra mondiale presso i fiumi Sile, Piave, Tagliamento e Isonzo dalla 3ª Armata comandata da Emanuele Filiberto di Savoia-Aosta, il duca d'Aosta celebrato nel ponte.